# I Chjami Aghjalesi
I Chjami Aghjalesi, també anomenat Chjami Aghjalesi, és un grup musical cors fundat el 1977 per un grup d'estudiants i professors del barri de San Ghjiseppu de Bastia. El nom del grup, Els clams de les eres, fou proposat per Antoine Amadei, aleshores professor de geografia i història a Saint-Joseph. Alain Nicoli (avui desaparegut), Mai Pesce, Saveriu Luciani, Camille Albertini, Patriziu Croce, Petru Fondacci, Tony Pesce i François Pesce constituïren el primer nucli. El seu primer disc, Nant'à u solcu di a Storia (Al silló de la història) va sortir el maig de 1979.
És el testimoni d'una veritable voluntat dels joves cantautors de la regió de Bastia de perpetuar la memòria i les tradicions insulars, tot participant en el moviment de renaixença cultural engegat a finals dels anys 1970 pel grup Canta U Populu Corsu. El grup s'estructura al llarg del temps i durant els anys 1980 s'imposa com una referència de la música corsa amb àlbums de forta significació política com Cuntrasti è riccucate o Populu vivu.
El 15 d'octubre de 2016 va interpretar, juntament amb la vocalista occitana d'origen cors Jenifer Bartoli, una versió en cors de «L'estaca» de Lluís Llach amb el nom de «Catena». La cançó es va interpretar al programa de televisió Les copains d'abord, un dels més populars de l'emissora pública francesa France 2, i va tenir una audiència de tres milions d'espectadors. Llach va mostrar la seva admiració a twitter afirmant que: «M'han fet moltes versions de l'estaca, però la que han fet aquest grup cors em commou».

## Discografia
- Nant'à u solcu di a storia (1979)
- Esse (1981)
- L'altu pratu di a Memoria (1983)
- U mio cantu (1986)
- Guerrieri di l'Eternu (1986)
- Cuntrasti è ricuccate (1990)
- Cantu sacru (1991)
- Populu vivu (1993)
- Credo (1998)
- I Vinti cinque Baroni (2001)
- Canti per u presepiu (2002)
- Teatru di Bastia DVD (2007)
- Sventulerà (2010)
- 40 Anni - Live In Bastia in 2017 (2020)
- A Chjama (2022)